# Sverige vid världsmästerskapen i friidrott 2007
Sverige vid världsmästerskapen i friidrott 2007 tog en medalj, då Carolina Klüft vann damernas mångkamp (sjukamp).

## Deltagare och resultat

### Herrar
| Gren              | Deltagare          | Resultat              | Placering      |
| 400 meter         | Johan Wissman      | 44,72 44,56 SR i semi | 7:a            |
| 800 meter         | Mattias Claesson   | 1.46,43 PB            | Ut i kvalet    |
| 5 000 meter       | Erik Sjöqvist      | 14.05,69              | Ut i kvalet    |
| 110 meter häck    | Robert Kronberg    | 13,58                 | Ut i semifinal |
| 3000 meter hinder | Mustafa Mohamed    | 8.19,82               | 4:a            |
| 3000 meter hinder | Henrik Skoog       | 8.51,61               | Ut i kvalet    |
| 50 km gång        | Andreas Gustafsson | Diskad                | -              |
| 50 km gång        | Fredrik Svensson   | Diskad                | -              |
| Höjdhopp          | Stefan Holm        | 2,33 m                | 4:a            |
| Höjdhopp          | Linus Thörnblad    | 2,16 m                | 15:e           |
| Stavhopp          | Jesper Fritz       | DNS                   | -              |
| Stavhopp          | Alhaji Jeng        | 5,55                  | Ut i kvalet    |
| Tresteg           | Anton Andersson    | 16,48                 | Ut i kvalet    |
| Tresteg           | Christian Olsson   | DNS                   | -              |
| Diskuskastning    | Niklas Arrhenius   | 58,76                 | Ut i kvalet    |
| Spjutkastning     | Magnus Arvidsson   | 81,98                 | 10:a           |
| Spjutkastning     | Gabriel Wallin     | 70,61                 | Ut i kvalet    |
| Tiokamp           | Niklas Wiberg      | DNS                   | -              |

### Damer
| Gren               | Deltagare          | Resultat | Placering      |
| Maraton            | Anna Rahm          | 2:41.15  | 27:e           |
| 100 meter häck     | Susanna Kallur     | 12,51 PB | 4:a            |
| 100 meter häck     | Jenny Kallur       | 13,08 SB | Ut i kvalet    |
| 400 meter häck     | Erica Mårtensson   | 56,46 PB | Ut i semifinal |
| 3 000 meter hinder | Christin Johansson | DNF      | Ut i kvalet    |
| Höjdhopp           | Kajsa Bergqvist    | 1,94     | 7:a            |
| Höjdhopp           | Emma Green         | 1,94     | 7:a            |
| Höjdhopp           | Ebba Jungmark      | 1,88     | Ut i kvalet    |
| Stavhopp           | Hanna-Mia Persson  | 4,20     | Ut i kvalet    |
| Kulstötning        | Helena Engman      | 17,50    | Ut i kvalet    |
| Diskuskastning     | Anna Söderberg     | 58,65    | Ut i kvalet    |
| Släggkastning      | Cecilia Nilsson    | 68,09    | Ut i kvalet    |
| Sjukamp            | Carolina Klüft     | 7 032 ER | Guld           |
| Sjukamp            | Jessica Samuelsson | 5 745    | 29:a           |

Förkortningar: DNF=avslutade inte tävlingen. DNS=startade ej. VÅB=Världsårsbästa. ER=Europarekord. SR=Svenskt rekord. PB=Personligt rekord. SB=Personligt säsongsbästa.